# Cromwell Fleetwood Varley

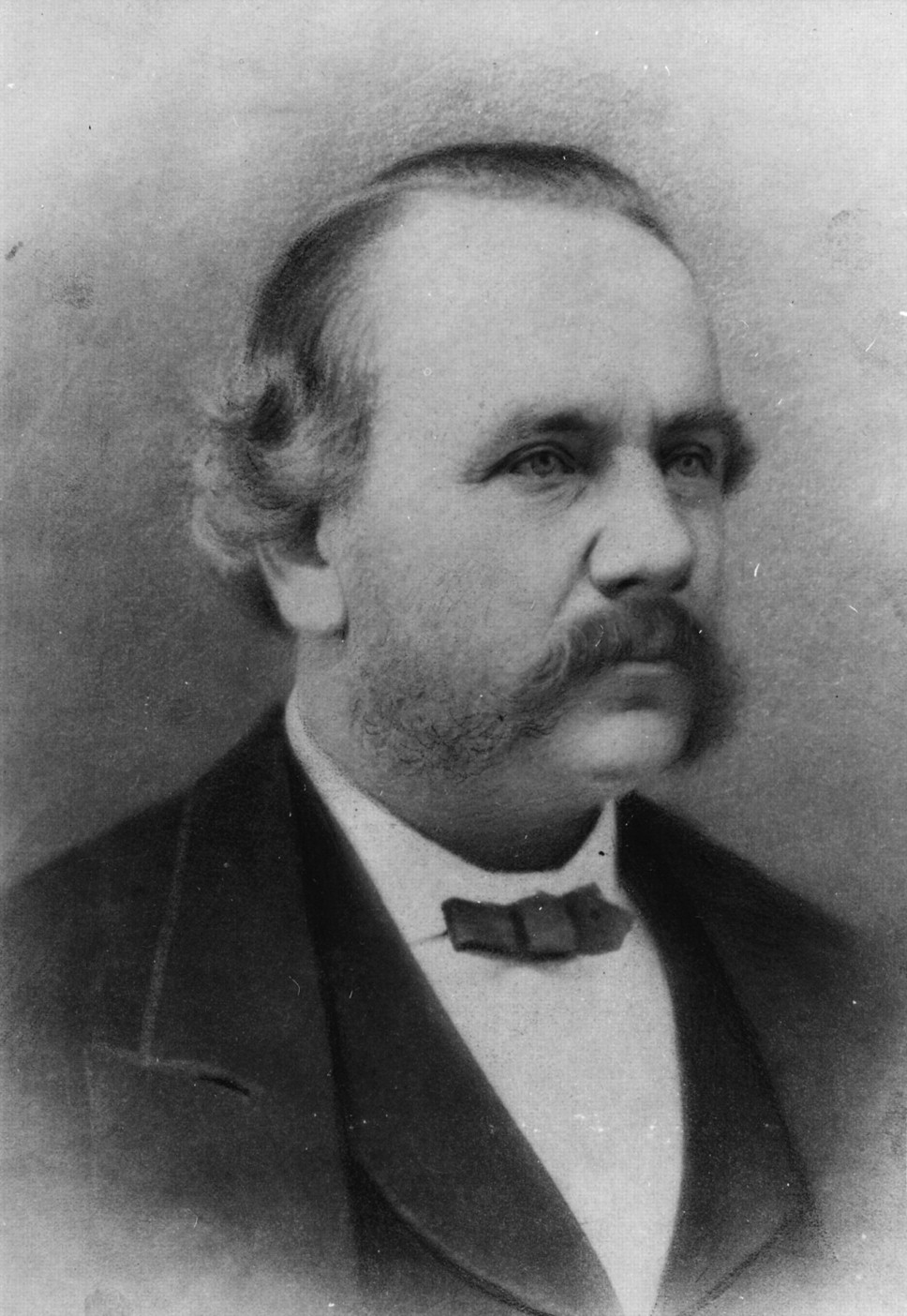
Cromwell Fleetwood Varley

Cromwell Fleetwood Varley (Kentish Town (Londen), 6 april 1828 – Bexleyheath, 2 september 1883) was een Engels elektrotechnicus. Hij was vooral betrokken bij de ontwikkeling van de elektrische telegrafie en de aanleg van de trans-Atlantische telegraafkabel van 1866.

## Biografie
Varley was het tweede van tien kinderen van kunstschilder Cornelius Varley en Elizabeth Straker. Zijn familie geloofde dat ze afstammelingen waren van Oliver Cromwell en generaal Charles Fleetwood, vandaar zijn voornamen. De familie was lid van de Sandemanian kerk (van dezelfde gemeente als Michael Faraday), maar Varley verbrak de verbintenis op volwassen leeftijd.

### Telegrafie
In 1846 kwam Varley in dienst van het pas opgerichte Electric Telegraph Company. Via promoties klom hij stap voor stap op tot hoofdtechnicus voor de regio Londen in 1852 en voor het gehele bedrijf in 1861. Hij bedacht vele technieken en instrumentatie voor fout-opsporing in telegraaflijnen en kwaliteitsverbetering van de signaaloverdracht.
Nadat de eerste trans-Atlantische telegraafkabel kort na de inbedrijfstelling in 1858 defect raakte werd Varley door de Britse regering benoemd om zitting te nemen in een parlementaire commissie die alle problemen rond de kabel moest onderzoeken en het aandragen van toekomstige aanbevelingen. Deze commissie rapporteerde in 1861 zijn resultaten, wat in 1865 leidde tot de aanleg van de tweede kabel. Varley verving hierbij de ontslagen Wildman Whitehouse als hoofd elektrotechniek.
Ondanks problemen met het leggen van deze tweede kabel werd het project toch een groot succes, waarbij hij vele technologische verbeteringen ontwikkelde en doorvoerde. Tevens was Varley een sluw zakenman en het vennootschap dat hij vormde met William Thomson (Lord Kelvin) en Fleeming Jenkin om hun gezamenlijke telegrafie-uitvindingen te exploiteren leverde de drie heren grote winsten op.
In 1870 octrooieerde hij de cymaphen, een soort telegraaf die audiosignalen kon versturen. Zijn Britse patent 1044 beschreef het superponeren van "toon"-signalen op de gelijkstroom telegraaflijnen door middel van elementaire filters. Varleys doel was om de capaciteit van telegrafielijnen te verhogen door meerdere berichten tegelijkertijd te versturen.

### Straling
Door zijn contact met de Britse natuurkundige Crookes kwam hij in aanraking met diens gasontladingsbuizen en de lichtverschijnselen die erin optraden. In 1871 schreef hij een wetenschappelijke verhandeling waarin hij suggereerde dat kathodestralen uit stromen van elektrische deeltjes bestonden. Varley geloofde dat deze kathodestralen werden veroorzaakt door botsende deeltjes. Zijn ideeën waren gebaseerd op het feit dat deze stralen afgebogen werden in de nabijheid van een magneet, wat alleen mogelijk was als werd verondersteld dat deze deeltjes dragers van elektrische lading zijn. Dit leidde bij hem tot de conclusie dat deze geladen deeltjes (elektronen) ook afgebogen konden worden in de nabijheid van een elektrisch veld. Zijn veronderstellingen kon hij echter nooit wetenschappelijk bewijzen.

## Erkenning
In 1865 werd hij lid van de "Institution of Civil Engineers" en in 1871 van de "Royal Society". Ook was hij een van de oprichters van de "Society of Telegraph Engineers", de voorloper van de "Institution of Electrical Engineers" (IEE).

## Trivea
- Rond 1850 werd hij sterk aangetrokken door spiritisme. Samen met William Crookes deed hij onderzoek naar deze veronderstelde paranormale en buitennatuurlijke verschijnselen, door bijvoorbeeld met een galvanometer metingen te doen.
- Naar hem is ook de varley vernoemd, een eenheid van elektrische weerstand die gelijk is aan de weerstand van 1 mijl koperen telegraaflijn met diameter van een 1/16 inch.[1] Deze weerstandseenheid, die overeenkwam met ongeveer 23½ ohm, was slechts kortstondig in gebruik.